# Naufragio della Sea Diamond
Il naufragio della Sea Diamond è stato un sinistro marittimo "tipico" avvenuto il 5 aprile 2007 alla nave da crociera di proprietà della compagnia di navigazione Louis Hellenic Cruise Lines. L'incidente ha coinvolto 1586 persone (1195 passeggeri + 391 membri dell'equipaggio), provocando 2 dispersi tra i passeggeri ed alcuni feriti, non gravi. La nave giace tuttora sul fondo marino che bagna le coste dell'isola di Santorini. Ad oggi i due dispersi non sono stati ancora ritrovati.

## Dinamica del sinistro
Il 5 aprile 2007 la nave si è incagliata in una scogliera vulcanica a est di Nea Kameni, all'interno della caldera dell'isola greca di Santorini, e ha cominciato a imbarcare acqua, nonostante fosse stato comunicato inizialmente che le porte stagne della nave fossero state chiuse, affermazione successivamente smentita quando il relitto è stato esaminato.
I 1195 passeggeri, per lo più statunitensi e 60 canadesi, inizialmente sono stati tutti evacuati in modo sicuro in tre ore e mezzo, con qualche ferito. Alcuni passeggeri, tra cui un gruppo di 77 studenti di una scuola della Carolina del Nord, sono stati evacuati attraverso il ponte con alcune imbarcazioni nel frattempo giunte sul luogo dell'incidente. Alcuni passeggeri sono dovuti scendere dai ponti superiori mediante biscagline.
La nave è stata rimorchiata al largo degli scogli. Successivamente è stato riportato che erano dispersi due passeggeri francesi.

### Dispersi
Due cittadini francesi, Jean Christophe Allain, 45 anni, e sua figlia Maud, 16 anni, sono elencati come dispersi. La moglie del quarantacinquenne ha dichiarato che la loro cabina si è riempita d'acqua quando la nave ha colpito le rocce e solamente lei è riuscita ad uscire. L'altro figlio della coppia era già sul ponte al momento dell'impatto ed è stato salvato in tutta sicurezza. La famiglia era alloggiata nella cabina 2014, sul lato di dritta della nave, ponte 2, quello più basso con cabine.
Dopo molte ispezioni all'interno del relitto della Sea Diamond, i corpi dei dispersi non sono tuttora stati trovati.

## Indagini
Il 7 aprile le autorità greche hanno annunciato che sono stati dichiarati colpevoli il capitano e altri cinque ufficiali. La televisione di stato ha riferito che sono stati accusati di aver causato un naufragio per negligenza, per aver violato le norme internazionali di sicurezza. Pene aggiuntive potrebbero essere inflitte in base alla sorte dei due passeggeri dispersi. Tutti e sei sono stati rilasciati fino a nuovo avviso, ma in caso di condanna potrebbero affrontare un periodo di cinque anni di carcere.
Il comandante della nave e la Louis Cruise Lines, dopo che una causa era stata intentata contro di loro, hanno commissionato una nuova indagine idrografica della zona dell'incidente. L'indagine è stata effettuata da Akti Engineering, che ha scoperto discrepanze tra la mappatura reale della zona mare e le cartografie ufficiali utilizzate dalla Sea Diamond (e tutte le altre navi) al momento dell'incidente. L'indagine approfondita ha determinato che lo scoglio che la Sea Diamond ha colpito è situato a 131 metri dalla costa, e non a 57 metri come indicato sulla carta nautica. La cartografia ufficiale mostra anche che la profondità dell'acqua nella zona di impatto varia entro 18-22 metri, mentre il recente sondaggio mostra che è di soli 5 metri.
I risultati ottenuti da Akti Engineering sono stati mandati all'Ufficio Idrografico della Marina ellenica e alle altre autorità competenti, con l'obiettivo di aggiornare le carte nautiche ed evitare incidenti analoghi. Secondo delle indiscrezioni, l'Ufficio Idrografico ellenico inizialmente ha rifiutato la nuova mappatura, ma uno studio successivo ha confermato i risultati di Akti.

## Conseguenze
Al fine di evitare una fuoriuscita di idrocarburi, sono stati fatti dei piani per recuperare circa 450 tonnellate di carburante dai serbatoi della nave. Il 20 settembre 2007 il carburante aveva cominciato a fuoriuscire in alcune zone della nave, ma senza raggiungere l'ambiente circostante. Nel giugno 2009 il carburante è stato pompato fuori dal relitto.
Il 14 maggio 2007 è stato annunciato che Louis Cruise Lines aveva comprato la nave Silja Opera (rinominandola Cristal) in sostituzione della Sea Diamond.
Il 19 giugno 2007 i proprietari e il capitano della nave da crociera Sea Diamond sono stati multati di 1170000 € per aver causato l'inquinamento marino.
Il 21 agosto 2007 è stata depositata una causa nel tribunale federale degli Stati Uniti a nome dei passeggeri che si trovavano a bordo della nave quando è affondata.

### Rimozione
Dopo l'affondamento i residenti di Santorini chiedevano che il relitto fosse rimosso. Nel maggio del 2011 il governo greco ha affermato che la rimozione della Sea Diamond sarebbe "troppo costosa" e che il costo di 150 milioni di euro per la rimozione della nave è a carico degli assicuratori e dei proprietari della nave. Questi ultimi però non hanno alcuna intenzione di rimuovere la nave.